# Badminton-Mannschaftseuropameisterschaft 2021/Qualifikation
Vom 9. bis zum 12. Dezember 2020 fanden sechs Qualifikationsturniere für die Badminton-Mannschaftseuropameisterschaft 2021 statt.

## Austragungsorte
| Gruppe | Ort                      | Austragungsort                           | Qualifiziert | Ausgeschieden                     |
| ------ | ------------------------ | ---------------------------------------- | ------------ | --------------------------------- |
| 1      | Milton Keynes            | National Badminton Centre                | England      | Estland Ungarn Schweden           |
| 2      | Antwerpen                | YONEX Centre                             | Russland     | Belgien Polen Schweiz             |
| 3      | Linz                     | Olympiazentrum Linz                      | Niederlande  | Österreich Tschechien Slowenien   |
| 4      | Dessau abgesagt          | Anhalt Arena                             | Deutschland  | Bulgarien Isle of Man Slowenien   |
| 5      | Aire-sur-la-Lys abgesagt | Complexe sportif régional                | Frankreich   | Island Italien                    |
| 5      | Aire-sur-la-Lys abgesagt | Complexe sportif régional                | Frankreich   | Irland Norwegen Wales             |
| 6      | Caldas da Rainha         | Badminton High Performance Sports Centre | Schottland   | Spanien Ukraine Lettland Portugal |

## Gruppenzusammensetzung
| Gruppe 1                            | Gruppe 2                           | Gruppe 3                                       | Gruppe 4                                        | Gruppe 5                      | Gruppe 6                      |
| ----------------------------------- | ---------------------------------- | ---------------------------------------------- | ----------------------------------------------- | ----------------------------- | ----------------------------- |
| England (H) Ungarn Schweden Estland | Russland Schweiz Belgien (H) Polen | Niederlande Slowakei Tschechien Österreich (H) | Deutschland (H) Isle of Man Slowenien Bulgarien | Frankreich (H) Italien Island | Spanien Schottland Ukraine    |
| England (H) Ungarn Schweden Estland | Russland Schweiz Belgien (H) Polen | Niederlande Slowakei Tschechien Österreich (H) | Deutschland (H) Isle of Man Slowenien Bulgarien | Wales Irland Norwegen         | Lettland Portugal (H) Litauen |

## Gruppe 1
| Platz | Team     | Pld | W | L | MF | MA | MD | GF | GA | GD  | PF  | PA  | PD   | Pts |   |
| ----- | -------- | --- | - | - | -- | -- | -- | -- | -- | --- | --- | --- | ---- | --- | - |
| 1     | England  | 3   | 3 | 0 | 11 | 4  | +7 | 22 | 9  | +13 | 599 | 452 | +147 | 3   | Q |
| 2     | Estland  | 3   | 2 | 1 | 8  | 7  | +1 | 17 | 15 | +2  | 539 | 571 | −32  | 2   |   |
| 3     | Schweden | 3   | 1 | 2 | 8  | 7  | +1 | 17 | 16 | +1  | 588 | 566 | +22  | 1   |   |
| 4     | Ungarn   | 3   | 0 | 3 | 3  | 12 | −9 | 8  | 24 | −16 | 478 | 615 | −137 | 0   |   |

## Gruppe 2
| Platz | Team     | Pld | W | L | MF | MA | MD  | GF | GA | GD  | PF  | PA  | PD   | Pts |   |
| ----- | -------- | --- | - | - | -- | -- | --- | -- | -- | --- | --- | --- | ---- | --- | - |
| 1     | Russland | 3   | 3 | 0 | 15 | 0  | +15 | 30 | 3  | +27 | 681 | 398 | +283 | 3   | Q |
| 2     | Belgien  | 3   | 2 | 1 | 6  | 9  | −3  | 14 | 20 | −6  | 551 | 634 | −83  | 2   |   |
| 3     | Schweiz  | 3   | 1 | 2 | 6  | 9  | −3  | 16 | 20 | −4  | 624 | 680 | −56  | 1   |   |
| 4     | Polen    | 3   | 0 | 3 | 3  | 12 | −9  | 8  | 25 | −17 | 505 | 649 | −144 | 0   |   |

## Gruppe 3
| Platz | Team        | Pld | W | L | MF | MA | MD | GF | GA | GD  | PF  | PA  | PD   | Pts |   |
| ----- | ----------- | --- | - | - | -- | -- | -- | -- | -- | --- | --- | --- | ---- | --- | - |
| 1     | Niederlande | 3   | 3 | 0 | 11 | 4  | +7 | 24 | 10 | +14 | 642 | 527 | +115 | 3   | Q |
| 2     | Österreich  | 3   | 2 | 1 | 7  | 8  | −1 | 16 | 19 | −3  | 640 | 686 | −46  | 2   |   |
| 3     | Tschechien  | 3   | 1 | 2 | 8  | 7  | +1 | 19 | 15 | +4  | 655 | 603 | +52  | 1   |   |
| 4     | Slowakei    | 3   | 0 | 3 | 4  | 11 | −7 | 10 | 25 | −15 | 561 | 682 | −121 | 0   |   |

## Gruppe 6
| Platz | Team       | Pld | W | L | MF | MA | MD  | GF | GA | GD  | PF  | PA  | PD   | Pts |   |
| ----- | ---------- | --- | - | - | -- | -- | --- | -- | -- | --- | --- | --- | ---- | --- | - |
| 1     | Schottland | 4   | 4 | 0 | 16 | 4  | +12 | 32 | 9  | +23 | 795 | 495 | +300 | 4   | Q |
| 2     | Spanien    | 4   | 3 | 1 | 16 | 4  | +12 | 33 | 10 | +23 | 837 | 610 | +227 | 3   |   |
| 3     | Ukraine    | 4   | 2 | 2 | 9  | 11 | −2  | 21 | 24 | −3  | 767 | 781 | −14  | 2   |   |
| 4     | Portugal   | 4   | 1 | 3 | 9  | 11 | −2  | 20 | 24 | −4  | 712 | 767 | −55  | 1   |   |
| 5     | Lettland   | 4   | 0 | 4 | 0  | 20 | −20 | 1  | 40 | −39 | 400 | 858 | −458 | 0   |   |